# Anatolio de Constantinopla
Anatolio de Constantinopla (Anatolius, Ἀνατόλιος) fue patriarca de Constantinopla el 449. Es venerado como santo por diversas confesiones cristianas.
Nació en Alejandría. Fue ordenado diácono por Cirilo de Alejandría. Estuvo presente en el Concilio de Éfeso de 431.
Se convirtió en patriarca de Constantinopla gracias a la influencia de Dióscoro I de Alejandría sobre el emperador Teodosio II, habiendo sido previamente apocrisiario o representante de Dióscoro ante el emperador en Constantinopla. Presidió en 450 el sínodo de Constantinopla que condenó a Eutiques y sus seguidores y estuvo en el Concilio de Calcedonia (451) donde se discutió sobre el rango del patriarcado de Constantinopla con respecto al de Roma (cuyo obispo era el papa León I). Se conserva una carta escrita por Anatolio a León sobre este hecho en 457.